# چرخش (فیلم ۱۹۹۲)
چرخش (انگلیسی: The Turning) فیلمی درام است که در سال ۱۹۹۲ منتشر شد. از بازیگران آن می‌توان به کارن آلن، ریموند جی. بری، تس هارپر، و جیلین اندرسون اشاره کرد.